# Vejle Vindmølle
Vejle Vindmølle er en tårnmølle af typen hollandsk vindmølle med galleri i Vejle. Den ligger højt over byen, nær den øvre ende af Kiddesvej, midt i et beboelseskvarter. Fra møllens galleri er der  udsigt over Vejle by, Grejsdalen, Vejle Fjord og Vejle Ådal.
Den nuværende mølle blev opført bygget i 1890, efter at en mølle på samme lokalitet var nedbrændt. Den er opbygget med en hvidkalket undermølle i grundmur, og der er porte til gennemkørsel. Overmøllen er rund, hvidkalket og helmuret op til hatten, som er bådformet og beklædt med pap. Vingerne har hækværk til sejl og svikker manuelt. Møllen krøjer med vindrose.

## Historie
Den første mølle på stedet blev anvendt som hjælpemølle for Mølholm Vandmølle (nedrevet 1922). Den var opført i træ, men brændte i 1890, hvorefter en ny mølle blev opført for forsikringssummen på 12.000 kr. Den nye mølle var 20 meter høj og muret helt op til hatten, da ejeren, Niels Peter Brems ville sikre sig mod nedbrænding. De gamle drev af træ blev udskiftet med nye, udført i støbejern fra C:M. Hess’ Jernstøberi .  Den 8. juli 1938 brændte møllen igen ved en voldsom brand, som blot efterlod murene og vingerne. Den blev genopført med tilskud fra turistforeningen og Vejle Kommune. Den restaurerede mølle ligner møllen fra 1890 bortset fra, at den nu har vinger til sejl, hvor den oprindelige svikkede med jalousier.  Møllen var i familien Brems’ eje i mere end 60 år, men ejes 2025 af Vejle Kommune og hører under VejleMuseerne.